# Karin Rådström

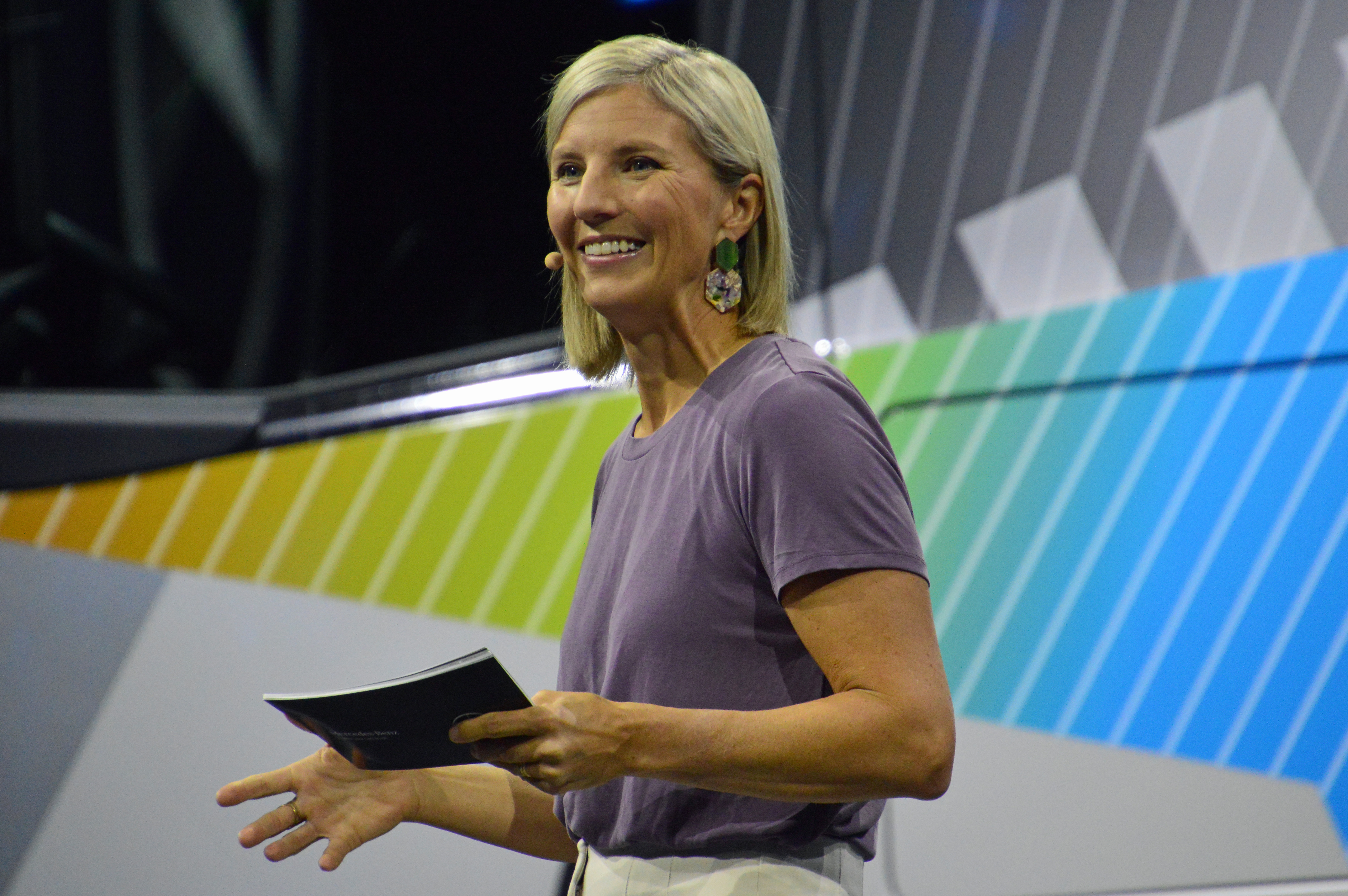
Karin Rådström (2022)

Karin Rådström (* 22. Februar 1979 in Södertälje, Schweden) ist eine schwedische Ingenieurin und Managerin im Nutzfahrzeug-Segment. Seit dem 1. Oktober 2024 ist sie Vorstandsvorsitzende der Daimler Truck Holding AG.  

## Werdegang
Rådström verbrachte einen Teil ihrer Jugend mit ihrer Familie in Kanada. Mit 20 kehrte sie nach Schweden zurück und begann ein Studium an der Königlich Technischen Hochschule in Stockholm. Nach ihrem Abschluss als Master of Science in Industrial Engineering and Management begann sie 2004 als Trainee bei Scania. Nach verschiedenen Positionen im Unternehmen wurde sie Director of Pre Sales & Marketing Communication in Kenia und 2016 Leiterin des Scania-Busgeschäfts. 2019 wurde Karin Radström zum Vorstandsmitglied für Vertrieb und Marketing berufen.
Im Februar 2021 erfolgte der Wechsel in den Vorstand von Daimler Truck, wo sie von Stefan Buchner die Verantwortung für die Marke Mercedes-Benz-Lkw übernahm. Zum 1. Oktober 2024 wurde sie als Nachfolgerin von Martin Daum Vorstandsvorsitzende von Daimler Truck. Außerdem ist sie weiterhin verantwortlich für die Regionen Europa und Lateinamerika und die Marke Mercedes-Benz Lkw. Sie ist damit nach Belén Garijo die zweite Frau, die als alleinige Vorsitzende ein DAX-Unternehmen leitet, und die erste im Fahrzeugsektor.
Außerdem ist Rådström seit Oktober 2021 Board Member des US-amerikanischen Lidar-Sensor-Herstellers Ouster. Im April 2024 wurde sie zum Board Member der schwedischen Firma Atlas Copco gewählt.
In ihrer beruflichen Rolle sieht sie sich auch als Rollen-Vorbild für andere Frauen. „Ich versuche für Frauen in meinem Netzwerk ein Vorbild zu sein und sie auf allen Ebenen zu fördern: von operativen Funktionen bis zum Top-Management“, wird sie 2022 von den Stuttgarter Nachrichten zitiert.

## Sportliche Laufbahn
Rådström war parallel zu ersten beruflichen Engagements bis 2010 als Profi im Rudern aktiv und Teil des schwedischen Nationalteams. Sie wurde mehrfach schwedische Meisterin. Zuletzt trat sie mit Cecilia Lilja bei den Ruder-Europameisterschaften 2010 und den Ruder-Weltmeisterschaften 2009 im Leichtgewichts-Doppelzweier an. In anderen internationalen Wettbewerben ruderte sie mit Liv Kalström oder Emma Fredh und trat im Leichtgewichts-Einer an. Nach Abschied aus dem Profisport und längerer Pause wurde sie etwa 2021 Mitglied in einem Ruderclub in Stuttgart und rudert in ihrer Freizeit.

## Privates
Rådström ist verheiratet und Mutter von zwei Söhnen.